# Aja Kong
Erika Shishido  (nacida el 25 de septiembre de 1970) es una luchadora profesional japonesa más conocida bajo el nombre de Aja Kong. Ella es la fundadora de la promoción de lucha libre profesional de mujeres de Arsion y ha ganado varios campeonatos en las divisiones en parejas y a lo largo de su carrera, principalmente mientras trabajaba en All Japan Women's Pro-Wrestling (AJW).

## Carrera

### All Japan Women's Pro-Wrestling
Shishido fue entrenada por All Japan Women's Pro-Wrestling (AJW) y se graduó como parte de su clase de 1986. Hizo su debut ese verano contra Toyoda Noriyo. Después de que el establo se disolvió en 1988 debido al retiro de Matsumoto, Shishido y Kimura se separaron, pero se volvieron a formar en 1990 como Jungle Jack. Ahora llamado como Aja Kong y Bison Kimura, entraron en una pelea de dos años contra sus antiguos aliados Bull Nakano y Gokumon-to. Durante su colaboración, ganaron el Campeonato Mundial en Parejas de la WWWA en dos ocasiones. Perdieron una pelea de cabellera contra cabellera el 11 de enero de 1991, lo que resultó en que ambas mujeres se afeitaran calvas.
La propia Kong también persiguió a Nakano para el Campeonato Mundial Individual de WWWA a principios de los años noventa. Fracasó en varios intentos antes de finalmente lograr su objetivo el 15 de noviembre de 1992, terminando el reinado de tres años de Nakano.

### World Wrestling Federation (1995-1996)
En 1995, Kong hizo una aparición en la empresa estadounidense World Wrestling Federation (WWF) como la única sobreviviente de un de eliminación femenino en Survivor Series fijando a los 4 miembros de su equipo contrario, incluida la Campeona Femenina de la WWF Alundra Blayze. Kong también apareció en dos episodios de Monday Night Raw y fue victorioso en ambos combates. Durante una pelea, ella rompió la nariz de Chaparita Asari.
Kong se estaba convirtiéndose una retadora por el Campeonato Femenino de la WWF organizado por Alundra Blayze. Kong tenía previsto enfrentarse a Blayze en el pay-per-view de Royal Rumble en enero de 1996, pero la compañía eligió terminar su división femenina luego de que Alundra Blayze se presentara en WCW Monday Nitro con el Campeonato Femenino de la WWF y arrojara el título a un bote de basura.

### Arsion (1997)
En 1997, Kong dejó AJW y comenzó la empresa independiente Hyper Visual Fighting Arsion (normalmente denominada simplemente Arsion). Dirigió la organización hasta el 12 de febrero de 2001, cuando abandonó el combate en parejas y anunció que estaba renunciando.

### Circuito independiente (2004-presente)
El 30 de abril de 2004 en el evento Limit Break de Gaea Japan en la promoción joshi, Kong luchó con Amazing Kong en el debut japonés de este último. Más tarde en la noche, el dúo formó un equipo llamado W Kong. El dúo derrotó a Chigusa Nagayo y Lioness Asuka por el Campeonato Mundial en Parejas de la AAAW el 5 de mayo.
También sostuvieron Etiquetar campeonatos de equipos en las promociones femeninas japonesas AJW y Ladies Legend Pro-Wrestling.. El 6 de junio de 2006, luchando como Erika y Margaret, el equipo derrotó a Wataru Sakata y Ryoji Sai para el Campeonato del Equipo Super Tag Hustle . Perdieron los títulos el 9 de octubre de 2006 ante el equipo de etiqueta estadounidense Bubba Ray y Devon en un Triple Threat Match que también incluyó al equipo de Sodom y Gamora . El 26 de agosto de 2015, Kong reformó el equipo con Amazing Kong.
Kong regresó a los Estados Unidos el 11 de abril de 2015, trabajando para Shimmer Women Athletes. Kong fue llevado como una sorpresa para participar en el evento de retiro de Tomoka Nakagawa.
Kong también luchó por la promoción de Mayumi Ozaki, Oz Academy, donde está afiliada al stable Jungle Jack 21.
El 11 de noviembre de 2017, Kong regresó a Shimmer Women Athletes que se unió al stable Trifecta con Mercedes Martinez y Nicole Savoy para reemplazar a Shayna Baszler y también apareció en los combates la noche siguiente.

## Vida personal
La madre de Shishido es japonesa y su padre, que sirvió en el ejército, es afroamericano.

## Campeonatos y logros
- All Japan Women's Pro-Wrestling
  - AJW Championship (1 vez)
  - AJW Tag Team Championship (1 vez) – con Naboko Kimura
  - All Pacific Championship (1 vez)
  - WWWA World Single Championship (2 veces)
  - WWWA World Tag Team Championship (4 veces) – con Grizzly Iwamoto (1), Bison Kimura (2), y Amazing Kong (1)
  - Japan Grand Prix (1992, 1996)
  - Tag League the Best (1992) – con Kyoko Inoue
  - AJW Hall of Fame (1998)

- Arsion
  - Queen of Arsion Championship (1 vez)
  - Twin Star of Arsion Championship (1 vez) – con Mariko Yoshida

- Dramatic Dream Team
  - Ironman Heavymetalweight Championship (3 veces)
  - KO-D 6-Man Tag Team Championship (1 vez) – con Danshoku Dino & Makoto Oishi

- GAEA Japan
  - AAAW Single Championship (3 veces)
  - AAAW Tag Team Championship (3 veces) – con Mayumi Ozaki (1), Devil Masami (1), y Amazing Kong (1)

- HUSTLE
  - HUSTLE Super Tag Team Championship (1 vez) - con Margaret[5]

- JWP Joshi Puroresu
  - JWP Tag Team Championship (1 vez) - con Sachie Abe[6]

- Ladies Legend Pro-Wrestling
  - LLPW Tag Team Championship (1 time) - con Amazing Kong

- OZ Academy
  - OZ Academy Openweight Championship (3 veces)[7]
  - OZ Academy Tag Team Championship (4 veces) - con Hiroyo Matsumoto (1), Kaoru Ito (1), Sonoko Kato (1) y Hikaru Shida (1)[8]
  - Best Bout Award (2011) vs. Mayumi Ozaki on April 10[9]
  - Best Singles Match Award (2012) vs. Ran Yu-Yu on October 14[10]
  - Best Tag Team Match Award (2012) with Sonoko Kato vs. Akino and Ayumi Kurihara on August 19[10]
  - MVP Award (2010)[11]

- Sendai Girls' Pro Wrestling
  - Sendai Girls World Championship (1 vez)[12]

- World Woman Pro-Wrestling Diana
  - World Woman Pro-Wrestling Diana World Championship (1 vez, actual)[13]